# Ludzimił Trzaskowski
Ludzimił Trzaskowski (ur. ok. 1856, zm. 7 marca 1929 we Lwowie) – polski urzędnik, starosta galicyjski, c. k. radca Namiestnictwa.

## Życiorys
Jego rodzicami byli Maria z domu Petri (córka Ludwika Petriego, dyrektora I C. K. Gimnazjum w Tarnowie) oraz Bronisław Trzaskowski (1824-1906, pedagog i językoznawca), a rodzeństwem Stanisław (c.k. urzędnik sądowy), Wanda (po mężu Janiszewska), Jadwiga (po mężu Gostwicka), Maria wzgl. Bronisława (żona dr. Tadeusza Józefczyka, lekarza pułkowego 17 pułku piechoty Obrony Krajowej w Nowym Sączu).
W okresie zaboru austriackiego w ramach autonomii galicyjskiej wstąpił do służby samorządowej. Od około 1877 jako praktykant konceptowy C K. Namiestnictwa był przydzielony do starostwa c. k. powiatu tarnowskiego, następnie około 1879/1880 figurował w kadrach C. K. Namiestnictwa, a od około 1881 był przydzielony do starostwa c. k. powiatu nowosądeckiego, gdzie od około 1884 pracował jako koncepista Namiestnictwa. Od około 1885 był koncepistą Namiestnictwa w starostwie c. k. powiatu nadwórniańskiego. W maju 1886 w charakterze koncepisty został przeniesiony z Nadwórnej do Gródka, gdzie od tego czasu był zatrudniony w starostwie c. k. powiatu gródeckiego, a od około 1887 pracował w charakterze komisarza. W maju 1892 w charakterze komisarza powiatowego został przeniesiony z Gródka do Horodenki i od tego czasu pracował w starostwie c. k. powiatu horodeńskiego. Równolegle pełnił funkcję zastępcy delegata c k. Rządu, tj. Kornela Strassera, w kuratorii Krajowej Niższej Szkoły Rolniczej w Horodence. W 1892 został członkiem Związku Handlowego „Kółek Rolniczych” w Krakowie. 
Od około 1893 był komisarzem w starostwie c. k. powiatu brzeskiego, a od 1897 starszym komisarzem tamże. Stał na czele komitetu ratunkowego po pożarze Wojnicza 29 kwietnia 1895. Od około 1900 w randze starszego komisarza pełnił funkcję kierownika starostwa w Brzesku, podczas gdy urząd starosty był opróżniony (uprzednio był nim Władysław Gałecki-Junosza), a od około 1901 piastował tam etatowy urząd starosty. Równolegle od około 1900 był przewodniczącym C. K. Rady Szkolnej Okręgowej w Brzesku. Od około 1903 był członkiem Rady Powiatowej w Brzesku, wybrany z grupy gmin miejskich.
Od około 1907 do około 1914 był starostą c. k. powiatu myślenickiego, zaś od 1912 urząd sprawował z przyznanym przez cesarza w sierpniu tego roku tytułem i charakterem radcy Namiestnictwa. Równolegle od około 1900 był przewodniczącym C. K. Rady Szkolnej Okręgowej w Myślenicach. Jednocześnie według stanu z 1914 był kierownikiem oddziału podatkowego przy starostwie w Myślenicach. Jako starosta zasiadł w dyrekcji zarejestrowanej w 1909 Spółki Automobilowej w Myślenicach sp. z o. o.. Na posadzie starosty myślenickiego został zastąpiony przez Władysława Grodzickiego.
Otrzymał tytuł honorowego obywatela Brzeska (około 1906) i Myślenic (około 1908).

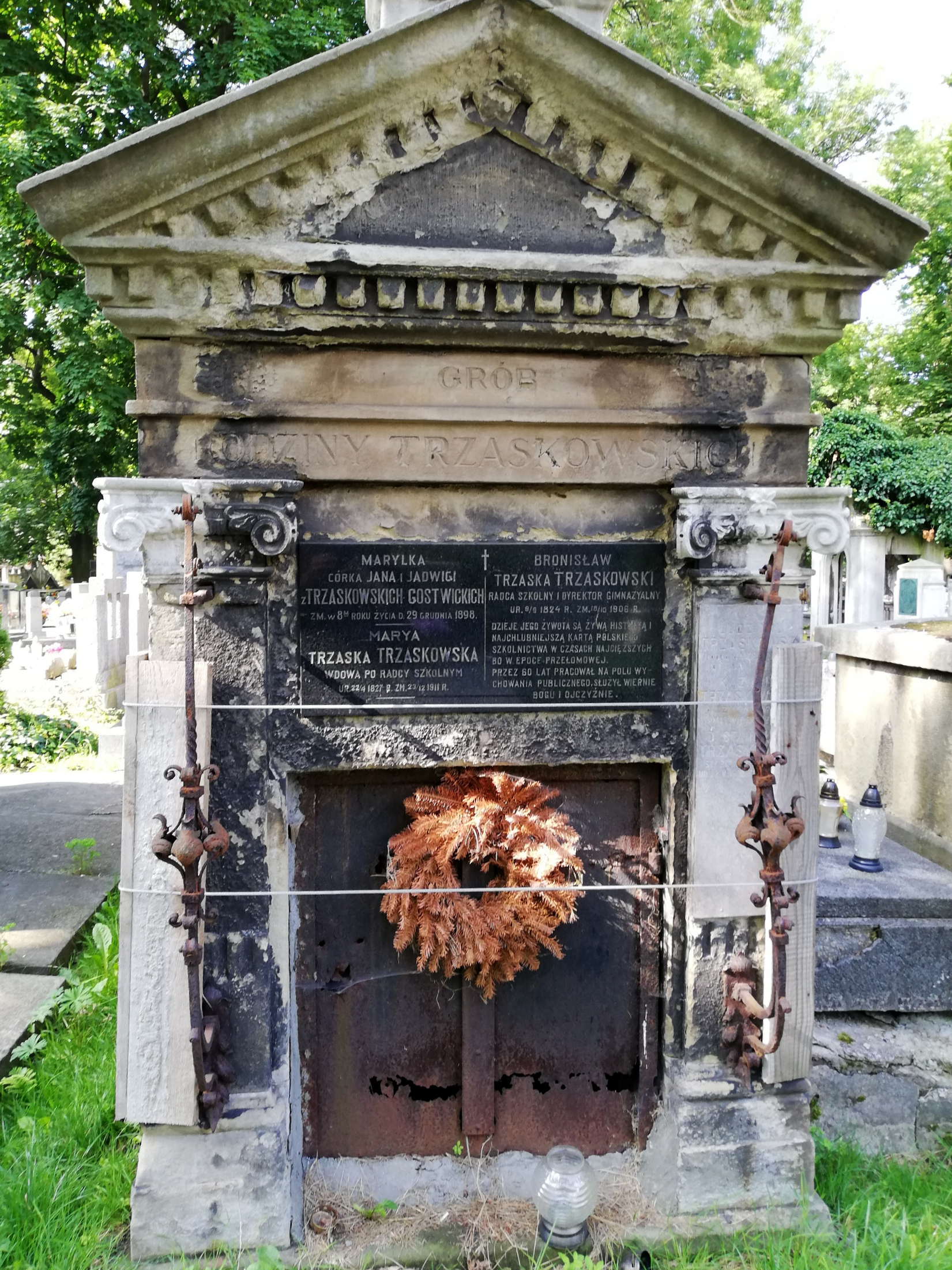
Grobowiec Trzaskowskich

Zmarł w nędzy i rozgoryczeniu we Lwowie 7 marca 1929 w wieku 73 lat. W testamencie zapisał „nędzne moje ruchomości" (według jego deklaracji „zmieszczone w jednym koszyku”) żonie i wzywał, by jego śmierć „przywiodła do opamiętania tych, którzy tak ciężką wyrządzają krzywdę wysłużonym polskim pracownikom”. W ostatniej woli wyraził życzenie, by pochować go „obok mojej Kaziuni”. Został pochowany w grobowcu rodzinnym na cmentarzu Rakowickim w Krakowie.

## Odznaczenia
- Medal Jubileuszowy Pamiątkowy dla Cywilnych Funkcjonariuszów Państwowych (przed 1912)[30]
- Krzyż Jubileuszowy dla Cywilnych Funkcjonariuszów Państwowych (przed 1912)[30]